# Philadelphia Atoms
I Philadelphia Atoms furono un club calcistico statunitense attivo a Filadelfia dal 1973 al 1976 nella NASL. Nelle quattro stagioni in cui furono attivi giocarono le loro partite interne nel Veterans Stadium dal 1973 al 75 e nel Franklin Field (1976).

## Storia
Gli Atoms furono fondati nel 1973 dall'imprenditore edile Thomas McCloskey, incoraggiato a tentare l'avventura nel mondo del calcio da Lamar Hunt, proprietario dei Dallas Tornado e del club di football americano dei Kansas City Chiefs. McCloskey mise insieme un undici principalmente formato da giocatori statunitensi e riuscì a vincere il campionato NASL al primo tentativo, battendo in finale proprio i Tornado di Hunt. La vittoria del torneo diede una buona notorietà ai giocatori, tanto che il portiere Bob Rigby divenne il primo calciatore ad ottenere la copertina su Sports Illustrated.
Nel febbraio 1974 la squadra partecipò all'evento che determinò successo dell'indoor soccer negli Stati Uniti d'America, ovvero la tournée effettuata dalla selezione di calcio dell'Armata Rossa sovietica che affrontò dapprima una selezione All-Star della NASL e poi gli Atoms, campioni in carica NASL. Nonostante le sconfitte subite, il successo di pubblico e di critica indusse la NASL a creare un vero e proprio campionato indoor per le stagioni 1975 e 1976.
Negli anni successivi gli Atoms non riuscirono più a ripetersi ad alti livelli, e giocarono dei campionati mediocri senza mai centrare la qualificazione ai playoff. A causa degli insuccessi l'affluenza del pubblico iniziò a diminuire e McCloskey decise nel 1975 di vendere il club all'associazione "Clubes Unidos de Jalisco", che riuniva quattro società di Gudalajara (l'Atlas, i Leones Negros UdeG, il Guadalajara e Jalisco) che allestirono una rosa di giocatori quasi esclusivamente originari dell'area di Jalisco. Nonostante la nuova proprietà il declino del club continuò inesorabile, e nel 1976 la squadra si sciolse. I proprietari cercarono di trasferire la franchigia a San Antonio per sostituire i San Antonio Thunder (la cui franchigia si era trasferita a Honolulu cambiando il nome in Team Hawaii), ma l'operazione non andò in porto.

## Allenatori
- Al Miller 1973 - 1975
- Jesús Ponce Labastida 1976

## Palmarès
- Campionati nordamericani (NASL): 1 (1973).
  - Divisioni vinte: 1 (Eastern Division 1973)
- Allenatore dell'anno: Al Miller 1973
- Matricola dell'anno: Chris Bahr 1975
- Prime scelte per il team All Stars:
  - 1973 Chris Dunleavy, Jim Fryatt, Andy Provan
  - 1974 Chris Dunleavy
  - 1975 Bobby Smith

## Media Spettatori
| Stagione | Affluenza media |
| -------- | --------------- |
| 1973     | 11.501          |
| 1974     | 11.784          |
| 1975     | 6.848           |
| 1976     | 5.912           |